# Whave’s Brook
Der Whave’s Brook ist ein Wasserlauf in Lancashire, England. Er entsteht nordöstlich von Ollerton Fold und fließt in südwestlicher Richtung parallel zum Leeds and Liverpool Canal, bis er bei seinem Zusammentreffen mit dem Slack Brook nordwestlich von Whitnell Fold den River Lostock bildet.